# Archimede Campini
Archimede Campini (Forlì, 8 marzo 1884 – Palermo, 1950) è stato uno scultore italiano.

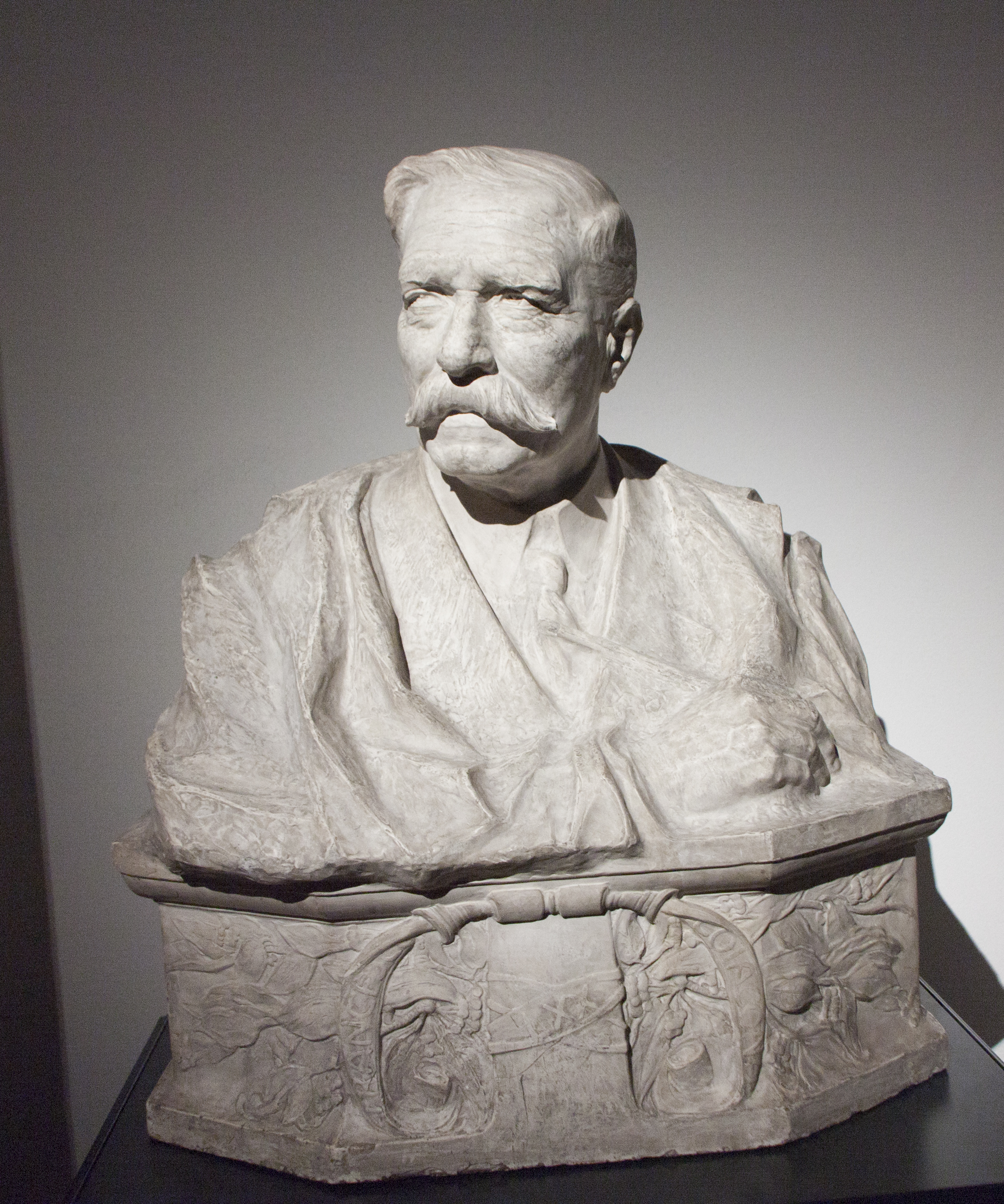
Busto di Francesco Lojacono

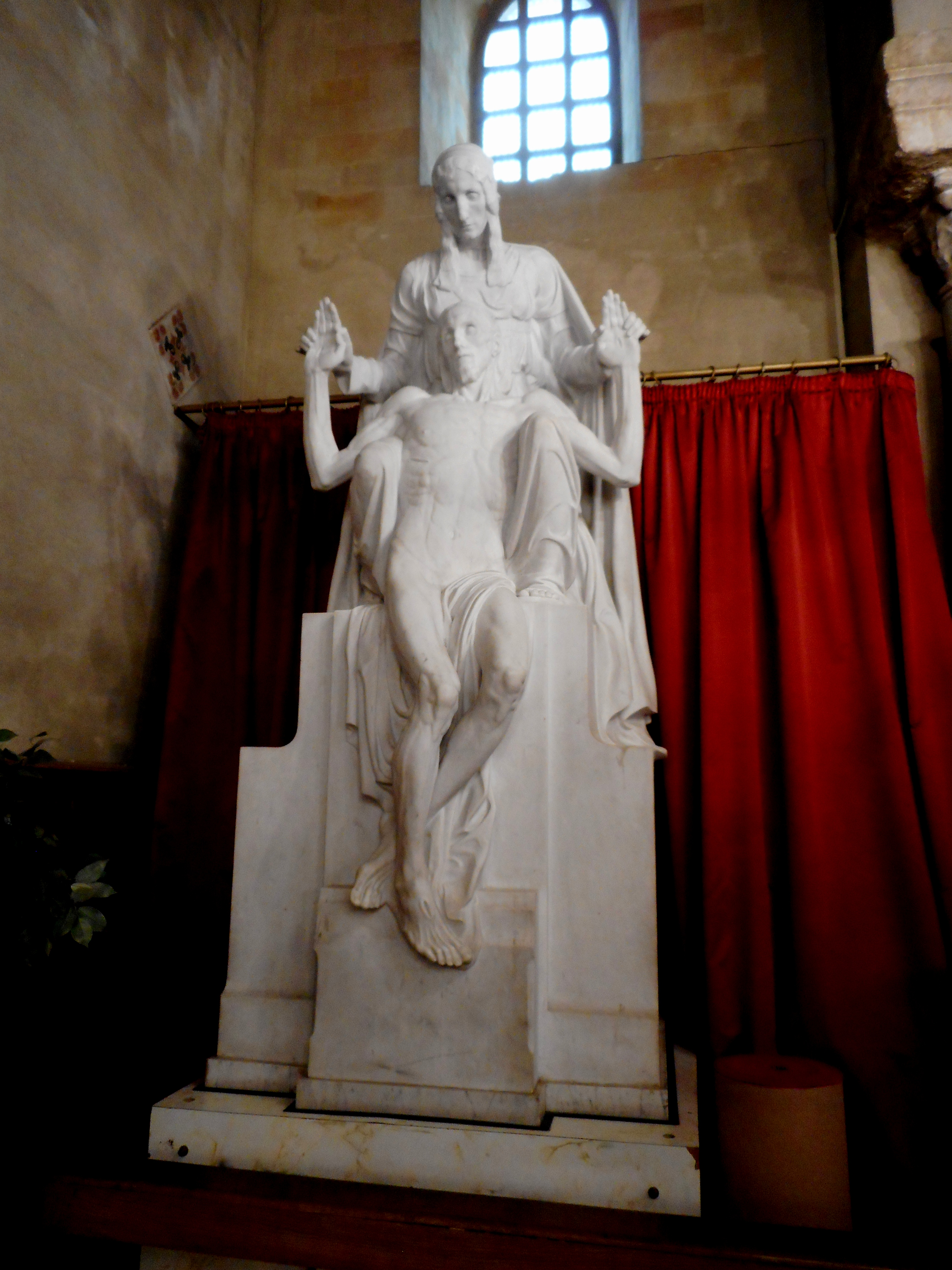
Pietà nella chiesa della Magione a Palermo

Insegnò con lo scultore Antonio Ugo (1870-1950) all'Accademia di Belle Arti di Palermo.
Solitario, fu un grande idealista, un visionario e perciò venne molte volte incompreso.
Impeccabile e finissimo disegnatore, accurato e preciso nel lavoro, Campini produceva poco e pensava molto e non licenziò mai una produzione sbrigativa e mediocre; non lascia infatti molte opere ma riesce a perlustrare l'intera vicenda artistica italiana privilegiando il "glorioso" rinascimento; studiava inoltre l'antico e persino nella pratica manuale adoperava quei sistemi che erano degli antichi.

## Opere
- Monumento ai Caduti nel comune di Camporeale